# 窃話機
窃話機（せつわき）とは、戦場において、軍隊が、敵国軍隊の有線電話を盗聴するための機械である。

## 日本陸軍の窃話機
敵線に近く、長さ約500mの基線を敷設し、抵抗の少ない地棒で接地し、基線に窃話機を挿入する。
窃話機は拡大器（増幅器）と受話器とからなり、拡大器は真空球で微弱な電流をも増幅し、これに受話器を接続すると、誘導作用によって窃話することができる。
敵線が単線で、味方の線が平行して相対するときの窃話は最も良好であるが、逆に敵線が複数であるときは窃話は困難である。
敵線が撚合埋没されているときは窃話は不可能である。

## 九三式窃話機
出典:
昭和八年(1933年)に正式に制定された窃話機である。
200Hzより高く、1800Hz以下の周波数を通過させる濾波器、乾電池を電源とする三段増幅器、直径0.22mm、長さ4kmの記録用の針金を用いた手回し発電機を電源とする記録器などから構成され、取り扱いや持ち運びには三名の要員を必要とする。
九二式電話機及び九二式小被覆線16kmで構成された電話線に対しては、窃話線を平行に設置する場合は、電話線との間の距離が350mの場所に設置できる。平行に出来ない場合、窃話線の最も電話線に近い末端と電話線の間の距離は100m以内で有効である。
窃話線には九二式小被覆線250m,150m,100mの3種類がある。